# Noyola
Noyola är en ort i Mexiko.   Den ligger i kommunen Tonalá och delstaten Chiapas, i den sydöstra delen av landet, 700 km sydost om huvudstaden Mexico City. Noyola ligger 25 meter över havet och antalet invånare är 824.
Terrängen runt Noyola är platt åt sydväst, men åt nordost är den kuperad. Runt Noyola är det ganska glesbefolkat, med 50 invånare per kvadratkilometer. Närmaste större samhälle är Tonalá, 5,7 km norr om Noyola. Omgivningarna runt Noyola är en mosaik av jordbruksmark och naturlig växtlighet.